# Jumper (film)
Jumper är en amerikansk-kanadensisk sci fi-action från 2008 i regi av Doug Liman med Hayden Christensen i huvudrollen. Filmen, som är löst baserad på en roman av Steven Gould, hade Sverigepremiär den 22 februari 2008.

## Handling
David (Hayden Christensen) upptäcker att han har förmåga att teleportera sig till vilken plats han vill och rymmer hemifrån; han upptäcker senare i livet att det inte bara är fördelar med detta utan att det finns en grupp människor som gör vad som helst för att döda honom.

## Om filmen
Regissören Doug Liman och manusförfattaren Simon Kinberg har tidigare arbetat tillsammans i Mr. & Mrs. Smith från 2005.

## Rollista (i urval)
- Hayden Christensen - David
- Samuel L. Jackson - Cox
- Diane Lane - Mary Rice
- Jamie Bell - Griffin
- Rachel Bilson - Millie
- Michael Rooker - William Rice
- AnnaSophia Robb - Unge Millie
- Max Thieriot - Unge David
- Jesse James - Unge Mark
- Tom Hulce - Mr. Bowker
- Kristen Stewart - Sophie

## Kritiskt mottagande
Filmen kritiserades stort och fick många negativa recensioner. Rotten Tomatoes rapporterade att 16% av kritiker gav filmen positiv, baserat på 140 recensioner. Metacritic rapporterade att filmen hade ett medelmåttigt 35 av 100, baserat på 36 recensioner.

## Intäkter
Filmen hade premiär den 14 februari, 2008 i USA och Kanada. Vid filmens första helg spelade den in $27,3 miljoner i 3 428 biografer från fredag till söndag, och var #1 då.